# Antonio Micucci
Antonio Micucci (... – italia, anni 2000) è stato un ingegnere italiano.

## Biografia
A causa della guerra, Antonio Micucci fu sfollato da Ivrea nel 1942, dove lavorava alla Olivetti, per entrare a far parte della fabbrica Moto Guzzi come ingegnere progettista.
È stato per anni un progettista di motocicli e ciclomotori per questa fabbrica italiana. 
Tra i modelli da lui progettati sono da citare il Guzzino, il Cardellino, lo Zigolo e il Dingo.